# Erich Teichmann
Erich Teichmann (* 1882 in Zwickau; † unbekannt) war ein deutscher Verwaltungsjurist und Regierungspräsident.

## Leben und Wirken
Er war der Sohn eines sächsischen Majors z. D. (zur Disposition), schlug eine Verwaltungslaufbahn ein und legte am 25. Februar 1911 die große Staatsprüfung ab. Am 13. Mai 1939 wurde er zum Regierungspräsidenten von Leipzig ernannt und übte bis zur Auflösung des Regierungsbezirks Leipzig 1943 diese Funktion aus.